# Margaret MacDonald

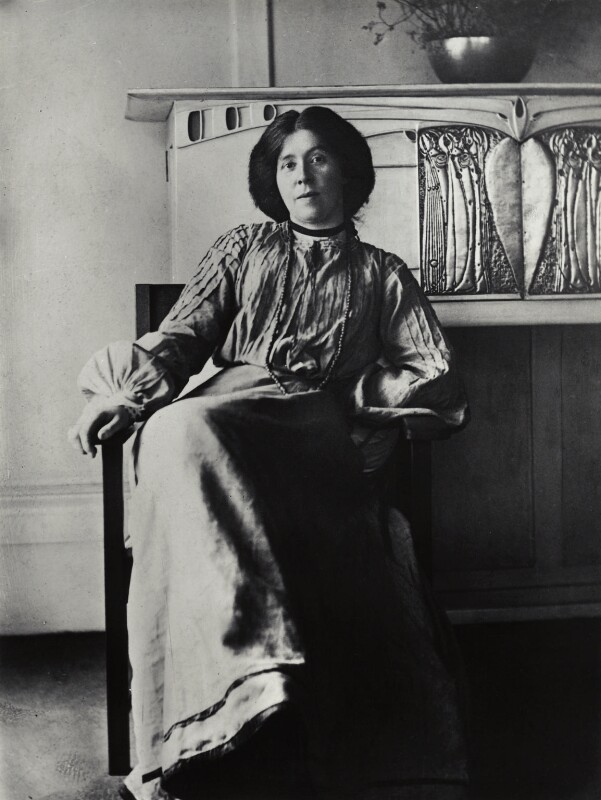
Margaret Macdonald

Margaret MacDonald (Tipton, 5 november 1864 – Londen, 7 januari 1933) was een Schots kunstenares. Ze was de zus van Frances MacDonald, huwde met de architect Charles Rennie Mackintosh en geldt als een vooraanstaand vertegenwoordigster van de arts-and-craftsbeweging. Ook wordt ze wel gerekend tot de Glasgow Girls.

## Leven en werk
MacDonald was de dochter van een mijnbouwingenieur en verhuisde in 1890 met haar familie naar Glasgow. Daar schreef ze zich in 1891 in aan de Glasgow School Of Art, samen met haar zus Frances. De twee zussen raakten er bevriend met medestudenten Charles Rennie Mackintosh, de latere architect, met wie Margaret in 1900 in het huwelijk zou treden, en met Herbert MacNair die met haar zus zou trouwen. Gevieren vormden ze een creatief gezelschap, dat in 1894 onder de naam "The Four" voor het eerst naar buiten trad tijdens een gemeenschappelijke expositie. Tussen 1895 en 1924 nam ze deel aan diverse tentoonstellingen voor toegepaste kunst, ook internationaal, aanvankelijk samen met haar zus, later ook met haar man.

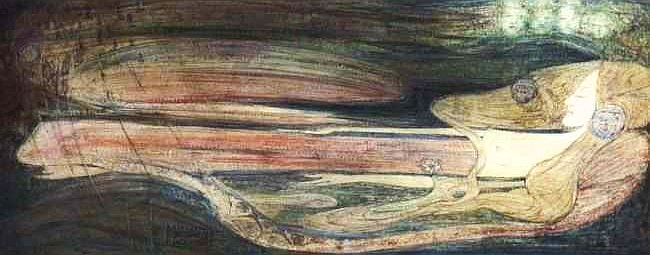
Ophelia, 1908

MacDonald legde zich, net als haar zus en man, vooral toe op decoratieve kunsten, in een avant-gardistische stijl die aansloot bij William Morris' arts-and-craftsbeweging, maar ook bij de secessionkunst van het vasteland. Ook de invloed van William Blake en Aubrey Beardsley is herkenbaar. Toen ze in 1900 met haar man deelnam aan een expositie van de Wiener Secession, raakte ze erg onder de indruk van het werk van Gustav Klimt. Ze maakte behalve schilderijen en aquarellen met name veel boekillustraties, gravures en textielontwerpen. Kenmerkend is het complexe samenspel tussen geometrische compositie-elementen en natuurlijke, langgerekte, vaak naakte figuren. Haar kleurgebruik is gedempter dan dat van haar zus, wier werk sterk overeenkomstig is. Keltische mythen en literatuur vormden een belangrijke inspiratiebron, doorgaans met een mystieke en symbolistische betekenis, die ze doorgaans op inventieve wijze herinterpreteerde. Later zou ze zich ook op interieurkunst en -ontwerp toeleggen, gekoppeld aan het architectonische werk van haar man.
Na 1921 kreeg MacDonald gezondheidsproblemen en nam haar productiviteit sterk af. Ze overleed in 1933, vijf jaar na haar echtgenoot, 68 jaar oud. Diverse van haar werken zijn tegenwoordig te zien in het Hunterian Museum and Art Gallery en de Kelvingrove Art Gallery and Museum in Glasgow.

## Galerij

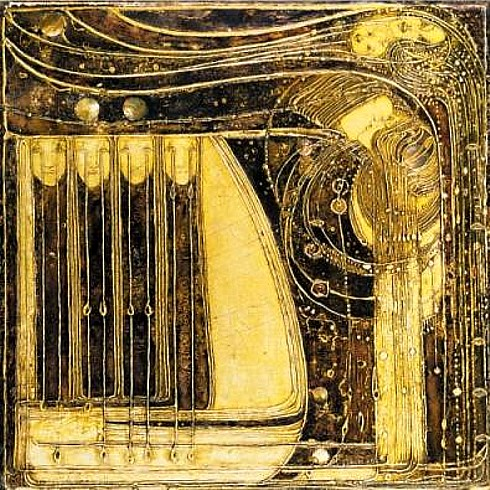
Opera Of The Winds, 1903.
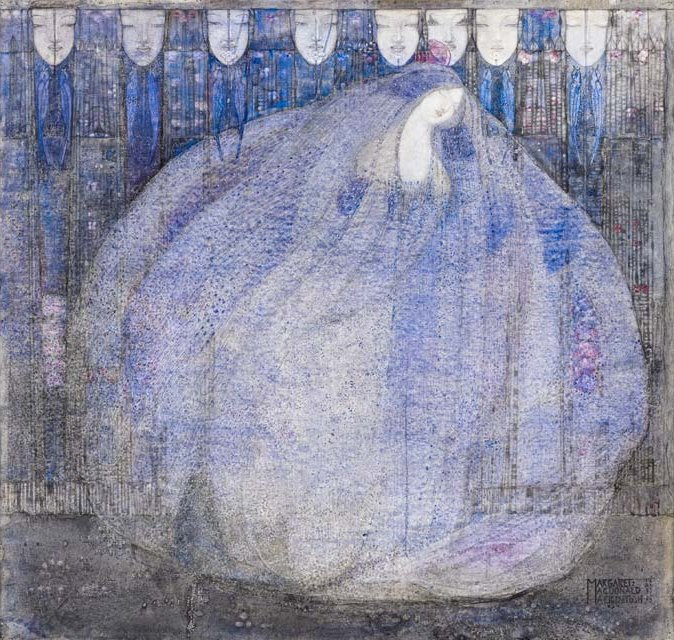
The Mysterious Garden, 1911.
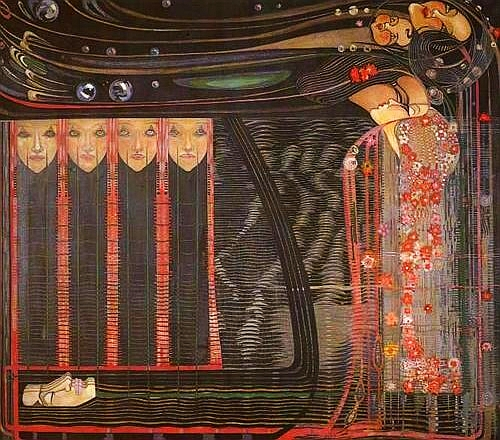
The Opera of the Seas, 1915.
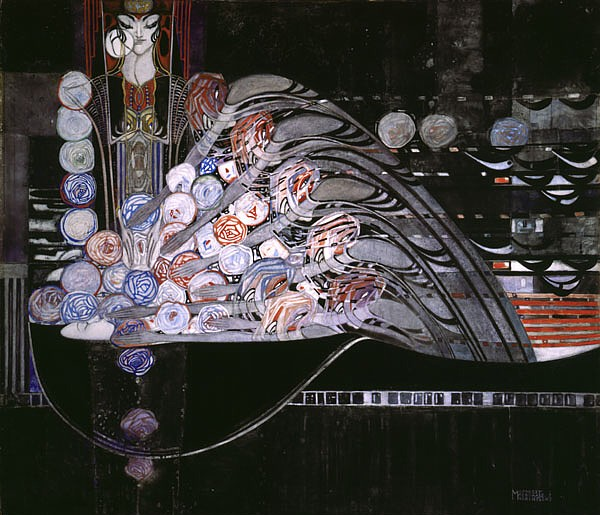
La mort parfumée, 1921.